# 北卡罗来纳州县级行政区列表
北卡罗来纳州分为100个县，北卡罗来纳州面积排名第29位，但是该州县的数量在全国排名第7位。
在1660年君主制恢复后，查理二世于1663年3月24日，因为“忠实地支持他重新夺回英格兰王位的努力”奖励了8个人。他授予了8个受赠者贵族领主称号，并将这片土地命名为卡罗莱纳，以纪念他的父亲查理一世。卡罗莱纳省，从1663年到1729年，是英格兰（1663-1707）和不列颠（从1707年与苏格兰联盟）的北美洲殖民地。1729年，北卡罗来纳省和南卡罗莱纳省成为独立实体。
北卡罗来纳州的建立延续了240多年，始于1668年阿尔伯马尔县的建立，止于1911年创建的埃弗里县和霍克县。有共五个县被划分或废除，最后一个废除是1791年的多布斯县。
每个条目都提供了美国政府用来识别州和县的唯一联邦资料处理标准（FIPS）。北卡罗来纳州的FIPS代码是37，与县代码结合使用时写成37XXX。

## 县份列表
| 縣             | FIPS代碼 | 縣治         | 建立年份 | 起源                                             | 辭源 | 人口 （2010年） | 面積                            | 地圖                           |
| -------------- | -------- | ------------ | -------- | ------------------------------------------------ | --- | --------------- | ------------------------------- | ------------------------------ |
| 阿拉曼斯縣     | 001      | 葛蘭姆       | 1849     | 奧蘭治縣                                         | 阿拉曼斯戰役中被發現的被發現的藍色黏土，而「阿拉曼斯」正是「藍色黏土」的印第安語                                                                                | 153,291         | 435平方英里 （1,127平方公里）   | 標示出阿拉曼斯縣位置的地圖     |
| 亞歷山大縣     | 003      | 泰勒斯維爾   | 1847     | 考德威爾縣、艾爾代爾和威爾克斯縣                 | 威廉·亞歷山大，立法機關成員及北卡羅來納州眾議院議長 | 37,087          | 263平方英里 （681平方公里）     | 標示出亞歷山大縣位置的地圖     |
| 阿利根尼縣     | 005      | 斯巴達       | 1859     | 阿什縣                                           | 莱纳佩人曾說阿勒格尼河及俄亥俄河是「一條很好的河流」，而縣名正是「一條很好的河流」的原住民語言                                                                  | 11,052          | 236平方英里 （611平方公里）     | 標示出阿利根尼縣位置的地圖     |
| 安森縣         | 007      | 韋茲伯勒     | 1750     | 布拉登縣                                         | 喬治·安森，第一代安森男爵 （1697－1762），英國第一海軍大臣，因環遊世界而知名                                                                                    | 26,143          | 537平方英里 （1,391平方公里）   | 標示出安森縣位置的地圖         |
| 阿什縣         | 009      | 傑佛遜       | 1799     | 威爾克斯縣                                       | 薩繆爾·阿什 （1725－1813），一名美國獨立戰爭時期的愛國者，後來成為第九任北卡羅萊納州州長                                                                        | 27,143          | 427平方英里 （1,106平方公里）   | 標示出阿什縣位置的地圖         |
| 埃弗里縣       | 011      | 紐蘭         | 1911     | 考德威爾縣、米切爾和沃托加縣                     | 瓦茨特爾·埃弗里 （1741－1821），美國獨立戰爭士兵，後來成為北卡羅萊納州總檢察長                                                                                  | 17,572          | 247平方英里 （640平方公里）     | 標示出埃弗里縣位置的地圖       |
| 博福特縣       | 013      | 華盛頓       | 1712     | 已消失的巴斯縣                                   | 亨利·薩默塞特，第二代博福特公爵 （1707－1745），一名在1709年成為貴族領主的貴族                                                                                  | 47,691          | 959平方英里 （2,484平方公里）   | 標示出博福特縣位置的地圖       |
| 伯蒂縣         | 015      | 溫莎         | 1722     | 喬萬縣                                           | 亨利·伯蒂 （1675－1735，又名詹姆斯·伯蒂），一名曾兩度成為北卡羅萊納殖民地貴族領主的貴族                                                                         | 20,874          | 741平方英里 （1,919平方公里）   | 標示出伯蒂縣位置的地圖         |
| 布拉登縣       | 017      | 伊利莎白敦   | 1734     | 新漢諾威縣                                       | 馬丁·布拉登 （1680－1746），貿易委員會的成員之一 | 35,190          | 887平方英里 （2,297平方公里）   | 標示出布拉登縣位置的地圖       |
| 不倫瑞克縣     | 019      | 玻利維亞     | 1764     | 布拉登縣和新漢諾威縣                             | 大不列颠的乔治一世 （1660－1727），不伦瑞克-吕讷堡公国公爵 | 110,097         | 860平方英里 （2,227平方公里）   | 標示出不倫瑞克縣位置的地圖     |
| 班康縣         | 021      | 阿什維爾     | 1791     | 伯克縣和拉瑟福縣                                 | 愛德華·班康 （1742－1778），一名美國獨立戰爭的士兵，在日耳曼敦戰役被俘，最後以假釋囚犯的身份在費利德菲亞逝世                                                    | 241,419         | 660平方英里 （1,709平方公里）   | 標示出班康縣位置的地圖         |
| 伯克縣         | 023      | 摩根頓       | 1777     | 羅恩縣                                           | 湯瑪斯·伯克 （1747－1783），第三任北卡羅萊納州州長及大陆会议成員                                                                                                | 90,904          | 515平方英里 （1,334平方公里）   | 標示出伯克縣位置的地圖         |
| 卡貝勒斯縣     | 025      | 康科德       | 1792     | 梅克倫堡縣                                       | 斯蒂芬·卡貝勒斯 （1754－1808）, 立法機關成員之一及北卡羅來納州眾議院議長                                                                                        | 181,468         | 365平方英里 （945平方公里）     | 標示出卡貝勒斯縣位置的地圖     |
| 考德威爾縣     | 027      | 勒諾         | 1841     | 伯克縣和威爾克斯縣                               | 約瑟·考德威爾 （1773－1835），首任北卡罗来纳大学教堂山分校校長                                                                                                  | 82,395          | 474平方英里 （1,228平方公里）   | 標示出考德威爾縣位置的地圖     |
| 康登縣         | 029      | 康登         | 1777     | 帕斯闊坦克縣                                     | 查爾斯·普拉特，第一代康登伯爵 （1714－1794），一名反對向十三殖民地的人民徵收印花稅的貴族                                                                        | 10,014          | 306平方英里 （793平方公里）     | 標示出康登縣位置的地圖         |
| 加特利縣       | 031      | 博福特       | 1722     | 克雷文縣                                         | 約翰·加特利，第二代格蘭維爾伯爵 （1690－1763），八大北卡羅萊納殖民地地主之一喬治·加特利的曾孫                                                                   | 67,373          | 1,341平方英里 （3,473平方公里） | 標示出加特利縣位置的地圖       |
| 卡斯韋爾縣     | 033      | 揚西維爾     | 1777     | 奧蘭治縣                                         | 理察·卡斯韋爾 （1729－1789），第一次大陆会议的成員之一及首位在美國獨立宣言後就任的 北卡羅來納州州長                                                             | 23,403          | 428平方英里 （1,109平方公里）   | 標示出卡斯韋爾縣位置的地圖     |
| 卡托巴縣       | 035      | 牛頓         | 1842     | 林肯縣                                           | 卡托巴族，印第安人的其中一個分支 | 154,181         | 414平方英里 （1,072平方公里）   | 標示出卡托巴縣位置的地圖       |
| 查塔姆縣       | 037      | 匹茲波羅     | 1771     | 奧蘭治縣                                         | 威廉·皮特，第一代查塔姆伯爵 （1708－1778），英法北美战争的時任殖民地政府秘書，後來成為了英国首相                                                                | 64,195          | 709平方英里 （1,836平方公里）   | 標示出查塔姆縣位置的地圖       |
| 切羅基縣       | 039      | 莫菲         | 1839     | 梅肯縣                                           | 切羅基族，印第安人的其中一個分支 | 27,194          | 497平方英里 （1,287平方公里）   | 標示出切羅基縣位置的地圖       |
| 喬萬縣         | 041      | 伊登頓       | 1668     | 已消失的阿爾伯馬爾縣                             | 喬萬族，印第安人的其中一個分支 | 14,831          | 233平方英里 （603平方公里）     | 標示出喬萬縣位置的地圖         |
| 克萊縣         | 043      | 海斯維爾     | 1861     | 切羅基縣                                         | 亨利·克莱 （1777－1852），肯塔基州联邦参议员及第九任美国国务卿 （1825－1829）                                                                                   | 10,563          | 221平方英里 （572平方公里）     | 標示出克萊縣位置的地圖         |
| 克里夫蘭縣     | 045      | 謝爾比       | 1841     | 林肯縣和拉瑟福縣                                 | 班傑明·克里夫蘭 （1738－1806），美國獨立戰爭金斯芒廷戰役的民兵領袖                                                                                              | 97,489          | 469平方英里 （1,215平方公里）   | 標示出克里夫蘭縣位置的地圖     |
| 哥倫布縣       | 047      | 懷特維爾     | 1808     | 布拉登縣和不倫瑞克縣                             | 克里斯托弗·哥伦布 （1451－1507），领航员、探險家及首位踏足美洲大陸的歐洲人                                                                                      | 57,712          | 954平方英里 （2,471平方公里）   | 標示出哥倫布縣位置的地圖       |
| 克雷文縣       | 049      | 新伯恩       | 1705     | 已消失的巴斯縣                                   | 威廉·克雷文，第一代克雷文伯爵 （1608－1697），北卡羅萊納殖民地的貴族領主                                                                                        | 104,786         | 774平方英里 （2,005平方公里）   | 標示出克雷文縣位置的地圖       |
| 坎伯蘭縣       | 051      | 費頁特維     | 1754     | 布拉登縣                                         | 威廉王子，坎伯蘭公爵 （1721－1765），英王喬治二世之子及著名將領                                                                                                 | 324,885         | 658平方英里 （1,704平方公里）   | 標示出坎伯蘭縣位置的地圖       |
| 柯里塔克縣     | 053      | 柯里塔克     | 1668     | 已消失的阿爾伯馬爾縣                             | 柯里塔克族，印第安人的其中一個分支，而族名的意思是「野鵝」 | 23,955          | 526平方英里 （1,362平方公里）   | 標示出柯里塔克縣位置的地圖     |
| 戴爾縣         | 055      | 曼蒂奧       | 1870     | 柯里塔克縣、海德和蒂勒爾縣                       | 弗吉尼亚·戴尔 （生於1587年），首位在北美洲出生的英格蘭裔人 | 34,307          | 1,562平方英里 （4,046平方公里） | 標示出戴爾縣位置的地圖         |
| 戴維森縣       | 057      | 萊辛頓       | 1822     | 羅恩縣                                           | 威廉·李·戴維森 （1746–1781），美國獨立戰爭上將，於科萬斯福德戰役中陣亡                                                                                          | 162,695         | 567平方英里 （1,469平方公里）   | 標示出戴維森縣位置的地圖       |
| 戴維縣         | 059      | 莫克斯維爾   | 1836     | 羅恩縣                                           | 威廉·理察森·戴維 （1756－1820），[美利坚合众国制宪会议]]成員之一及第十任北卡羅萊納州州長 （1798－1799）                                                         | 41,552          | 267平方英里 （692平方公里）     | 標示出戴維縣位置的地圖         |
| 杜普林縣       | 061      | 基南斯維爾   | 1750     | 新漢諾威縣                                       | 湯瑪斯·海，第九代琴娜伯爵 （1710－1787），第九代琴娜伯爵 | 59,542          | 819平方英里 （2,121平方公里）   | 標示出杜普林縣位置的地圖       |
| 德罕縣         | 063      | 德罕         | 1881     | 奧蘭治縣和韋克縣                                 | 縣名來自詃縣的縣治德罕，而城市德罕則是以曾捐款予鐵路建設的巴特利特·斯奈普斯·德罕醫生命名                                                                        | 273,392         | 298平方英里 （772平方公里）     | 標示出德罕縣位置的地圖         |
| 厄齊康縣       | 065      | 塔波羅       | 1741     | 伯蒂縣                                           | 理察·厄齊康，第一代厄齊康男爵 （1680－1758），十三殖民地高級財務主管及愛爾蘭財政部主計長                                                                        | 56,041          | 507平方英里 （1,313平方公里）   | 標示出厄齊康縣位置的地圖       |
| 福賽斯縣       | 067      | 溫斯頓-賽倫  | 1849     | 斯托克斯縣                                       | 班傑明·福賽斯 （逝於1814年），美國將領，於1812年战争中陣亡 | 354,952         | 413平方英里 （1,070平方公里）   | 標示出福賽斯縣位置的地圖       |
| 富蘭克林縣     | 069      | 路易斯堡     | 1779     | 已消失的比特縣                                   | 本傑明·富蘭克林 （1706－1790），美國開國元勳 | 61,140          | 495平方英里 （1,282平方公里）   | 標示出富蘭克林縣位置的地圖     |
| 加斯頓縣       | 071      | 加斯托尼亞   | 1846     | 林肯縣                                           | 威廉·加斯顿 （1778－1844），美國眾議院議員及北卡羅萊納州最高法院大法官                                                                                          | 207,031         | 364平方英里 （943平方公里）     | 標示出加斯頓縣位置的地圖       |
| 蓋茨縣         | 073      | 蓋茨維爾     | 1779     | 喬萬縣、赫德福德縣和珀奎曼斯縣                   | 霍雷肖·蓋茨 （1727－1806），美國獨立戰爭上將，於薩拉托加戰役中獲勝                                                                                              | 12,043          | 346平方英里 （896平方公里）     | 標示出蓋茨縣位置的地圖         |
| 葛蘭姆縣       | 075      | 羅賓斯維爾   | 1872     | 切羅基縣                                         | 威廉·亞歷山大·葛蘭姆 （1804－1875），美國參議院議員 （1840－1843）、第三十任北卡羅萊納州州長 （1845－1849）及美国海军部长 （1850－1852）                        | 8,802           | 302平方英里 （782平方公里）     | 標示出葛蘭姆縣位置的地圖       |
| 格蘭維爾縣     | 077      | 牛津         | 1746     | 厄齊康縣                                         | 約翰·加特利，第二代格蘭維爾伯爵 （1690－1763），八大北卡羅萊納殖民地地主之一喬治·加特利的曾孫                                                                   | 59,976          | 537平方英里 （1,391平方公里）   | 標示出格蘭維爾縣位置的地圖     |
| 格林縣         | 079      | 斯洛希爾     | 1799     | 已消失的多布斯縣 最初名稱為「格拉斯哥縣」        | 彌敦內爾·格林（1742－1786），美國獨立戰爭上將 | 21,556          | 266平方英里 （689平方公里）     | 標示出格林縣位置的地圖         |
| 吉爾福德縣     | 081      | 格林斯伯勒   | 1771     | 奧蘭治縣和羅恩縣                                 | 法蘭西斯·諾斯，第一代吉爾福德伯爵 （1704－1790），英國政治人物及英国首相諾斯勳爵腓特烈·諾斯的父親                                                               | 495,279         | 658平方英里 （1,704平方公里）   | 標示出吉爾福德縣位置的地圖     |
| 哈利法克斯縣   | 083      | 哈利法克斯   | 1758     | 厄齊康縣                                         | 喬治·蒙塔古-鄧克，第二代哈利法克斯伯爵 （1716－1771），英國政治家及貿易委員會會長                                                                               | 54,173          | 731平方英里 （1,893平方公里）   | 標示出哈利法克斯縣位置的地圖   |
| 哈尼特縣       | 085      | 利靈頓       | 1855     | 坎伯蘭縣                                         | 科尼利厄斯·哈尼特 （1723－1781），美國革命主義者及大陆会议成員之一                                                                                              | 119,256         | 601平方英里 （1,557平方公里）   | 標示出哈尼特縣位置的地圖       |
| 海伍德縣       | 087      | 韋恩斯維爾   | 1808     | 班康縣                                           | 約翰·海伍德 （1754－1827），北卡羅來納州財政部長 | 58,855          | 555平方英里 （1,437平方公里）   | 標示出海伍德縣位置的地圖       |
| 亨德森縣       | 089      | 亨德森維爾   | 1838     | 班康縣                                           | 倫納德·亨德森 （1772－1833），北卡羅萊納州最高法院大法官 | 107,927         | 375平方英里 （971平方公里）     | 標示出亨德森縣位置的地圖       |
| 赫德福德縣     | 091      | 溫頓         | 1759     | 伯蒂縣、喬萬縣和北安普頓縣                       | 法蘭西斯·西摩-康韋，第一代赫德福德侯爵 （1718－1794），喬治三世及喬治三世的時任臥室之王                                                                         | 24,433          | 360平方英里 （932平方公里）     | 標示出赫德福德縣位置的地圖     |
| 霍克縣         | 093      | 雷伊福       | 1911     | 坎伯蘭縣和羅伯遜縣                               | 羅伯特·霍克 （1837－1912），南北戰爭時期同盟國上將 | 49,272          | 392平方英里 （1,015平方公里）   | 標示出霍克縣位置的地圖         |
| 海德縣         | 095      | 斯旺闊特     | 1712     | 已消失的巴斯縣                                   | 愛德華海德 （約1650－1712），卡羅萊納省總督 | 5,822           | 1,424平方英里 （3,688平方公里） | 標示出海德縣位置的地圖         |
| 艾爾代爾縣     | 097      | 斯泰茨維爾   | 1788     | 羅恩縣                                           | 詹姆斯·艾爾代爾 （1751－1799），愛登頓審計長及美国最高法院大法官之一                                                                                            | 161,202         | 597平方英里 （1,546平方公里）   | 標示出艾爾代爾縣位置的地圖     |
| 傑克遜縣       | 099      | 席爾瓦       | 1851     | Haywood County and Macon County                  | 安德鲁·杰克逊 （1767－1845），第七任美国总统（1829－1837） | 40,285          | 494平方英里 （1,279平方公里）   | 標示出傑克遜縣位置的地圖       |
| 約翰斯頓縣     | 101      | 史密斯菲爾德 | 1746     | 克雷文縣                                         | 加布里埃爾·約翰斯頓 （1699－1752）卡羅萊納省總督 | 172,595         | 796平方英里 （2,062平方公里）   | 標示出約翰斯頓縣位置的地圖     |
| 瓊斯縣         | 103      | 翠頓         | 1778     | 克雷文縣                                         | 威利·瓊斯 （1740－1801），一名因在美利坚合众国制宪会议反對批准美国宪法而知名的政治家                                                                            | 10,020          | 473平方英里 （1,225平方公里）   | 標示出瓊斯縣位置的地圖         |
| 李縣           | 105      | 桑福         | 1907     | Chatham County and Moore County                  | 羅伯特·愛德華·李 （1807－1870），南北戰爭將領 | 58,752          | 259平方英里 （671平方公里）     | 標示出李縣位置的地圖           |
| 勒諾縣         | 107      | 金斯頓       | 1791     | 已消失的多布斯縣                                 | 威廉·勒諾 （1751－1839），美國獨立戰爭時任船長，在金斯芒廷戰役中獲勝                                                                                            | 59,339          | 402平方英里 （1,041平方公里）   | 標示出勒諾縣位置的地圖         |
| 林肯縣         | 109      | 林肯頓       | 1779     | 已消失的特賴恩縣                                 | 本傑明·林肯 （1733－1810），美國獨立戰爭時任少將，在約克鎮圍城戰役中獲勝                                                                                        | 78,932          | 307平方英里 （795平方公里）     | 標示出林肯縣位置的地圖         |
| 麥克道威縣     | 111      | 馬里昂       | 1842     | 伯克縣和拉瑟福縣                                 | 小約瑟夫·麥克道威 （1756－1801），美國獨立戰爭士兵，在金斯芒廷戰役中獲勝                                                                                        | 45,104          | 446平方英里 （1,155平方公里）   | 標示出麥克道威縣位置的地圖     |
| 梅肯縣         | 113      | 富蘭克林     | 1828     | 海伍德縣                                         | 納撒尼爾·梅肯 （1758－1837），美国众议院議長 | 34,074          | 519平方英里 （1,344平方公里）   | 標示出梅肯縣位置的地圖         |
| 麥迪遜縣       | 115      | 馬歇爾       | 1851     | 班康縣和揚西縣                                   | 詹姆斯·麦迪逊 （1751－1836），第四任美國總統 （1809－1817） | 20,816          | 452平方英里 （1,171平方公里）   | 標示出麥迪遜縣位置的地圖       |
| 馬丁縣         | 117      | 威廉斯頓     | 1774     | 哈利法克斯縣和蒂勒爾縣                           | 約西亞·馬丁 （1737－1786），末任卡羅萊納省總督 | 24,180          | 461平方英里 （1,194平方公里）   | 標示出馬丁縣位置的地圖         |
| 梅克倫堡縣     | 119      | 夏洛特       | 1762     | 安森縣                                           | 梅克伦堡-施特雷利茨的夏洛特 （1744－1818），英國國王喬治三世的王后                                                                                              | 944,373         | 546平方英里 （1,414平方公里）   | 標示出梅克倫堡縣位置的地圖     |
| 米切爾縣       | 121      | 貝克斯維爾   | 1861     | 伯克縣、考德威爾縣、麥克道威縣、沃托加縣和揚西縣 | 以利沙·米切爾 （1793－1857），北卡罗来纳大学教堂山分校教授，因量度米切爾峰的高度而知名                                                                          | 15,445          | 222平方英里 （575平方公里）     | 標示出米切爾縣位置的地圖       |
| 蒙哥馬利縣     | 123      | 特洛伊       | 1779     | 安森縣                                           | 理查德·蒙哥马利 (1738－1775) ，美國將領，在美國獨立戰爭中陣亡                                                                                                   | 27,667          | 502平方英里 （1,300平方公里）   | 標示出蒙哥馬利縣位置的地圖     |
| 穆爾縣         | 125      | 迦太基       | 1784     | 坎伯蘭縣                                         | 阿爾弗雷德·穆爾 （1755－1810），美國獨立戰爭船長及美国最高法院大法官                                                                                            | 89,352          | 706平方英里 （1,829平方公里）   | 標示出穆爾縣位置的地圖         |
| 納什縣         | 127      | 納什維爾     | 1777     | 厄齊康縣                                         | 弗朗西斯·纳什 （1742－1777），美國將領，在美國獨立戰爭中陣亡 | 96,116          | 543平方英里 （1,406平方公里）   | 標示出納什縣位置的地圖         |
| 新漢諾威縣     | 129      | 威爾明頓     | 1729     | 克雷文縣                                         | 汉诺威王朝，當時統治英國的家族 | 206,189         | 328平方英里 （850平方公里）     | 標示出新漢諾威縣位置的地圖     |
| 北安普頓縣     | 131      | 傑克遜       | 1741     | 伯蒂縣                                           | 詹姆斯·康普頓，第五代北安普頓伯爵 （1687－1754），英國貴族及政治家                                                                                              | 21,893          | 551平方英里 （1,427平方公里）   | 標示出北安普頓縣位置的地圖     |
| 昂斯洛縣       | 133      | 傑克遜維爾   | 1734     | 新漢諾威縣                                       | 亞瑟·昂斯洛 （1691－1768），英國英国下议院議長 | 179,716         | 909平方英里 （2,354平方公里）   | 標示出昂斯洛縣位置的地圖       |
| 奧蘭治縣       | 135      | 希爾斯波羅   | 1752     | 布拉登縣、格蘭維爾縣和約翰斯頓縣                 | 奧蘭治親王國的威廉五世 （1748－1806），末任荷蘭共和國省督 | 135,755         | 401平方英里 （1,039平方公里）   | 標示出奧蘭治縣位置的地圖       |
| 帕姆利科縣     | 137      | 貝伯勒       | 1872     | 博福特縣和克雷文縣                               | 帕姆利科灣及帕姆利科族 | 13,197          | 566平方英里 （1,466平方公里）   | 標示出帕姆利科縣位置的地圖     |
| 帕斯闊坦克縣   | 139      | 伊利莎白城   | 1668     | 已消失的阿爾伯馬爾縣                             | 「被分割的潮水」的印第安語 | 40,696          | 289平方英里 （749平方公里）     | 標示出帕斯闊坦克縣位置的地圖   |
| 彭德縣         | 141      | 伯高         | 1875     | 新漢諾威縣                                       | 威廉·多爾西·彭德 （1834－1863），南北戰爭美利堅聯盟國士兵，在蓋茨堡之役中陣亡                                                                                   | 53,399          | 933平方英里 （2,416平方公里）   | 標示出彭德縣位置的地圖         |
| 珀奎曼斯縣     | 143      | 赫特福德     | 1668     | 已消失的阿爾伯馬爾縣                             | 「漂亮女子之地」的印第安語 | 13,487          | 329平方英里 （852平方公里）     | 標示出珀奎曼斯縣位置的地圖     |
| 珀森縣         | 145      | 羅克斯伯勒   | 1791     | 卡斯韋爾縣                                       | 湯瑪斯·珀森 （1733－1800），一名美國獨立戰爭時期的愛國者 | 39,637          | 404平方英里 （1,046平方公里）   | 標示出珀森縣位置的地圖         |
| 皮特縣         | 147      | 格林維爾     | 1760     | 博福特縣                                         | 威廉·皮特，第一代查塔姆伯爵 （1708－1778），英法北美战争的時任殖民地政府秘書，後來成為了英国首相                                                                | 171,134         | 655平方英里 （1,696平方公里）   | 標示出皮特縣位置的地圖         |
| 波爾克縣       | 149      | 哥倫布       | 1855     | 亨德森縣和拉瑟福縣                               | 威廉·波爾克 （1758－1834），American Revolutionary War將領及北卡羅萊納州州立銀行首任主席                                                                        | 20,256          | 239平方英里 （619平方公里）     | 標示出波爾克縣位置的地圖       |
| 蘭道夫縣       | 151      | 阿什伯勒     | 1779     | 吉爾福德縣                                       | 佩頓·蘭道夫 （約1721－1755），首任大陆会议主席 | 142,358         | 790平方英里 （2,046平方公里）   | 標示出蘭道夫縣位置的地圖       |
| 里奇蒙縣       | 153      | 羅京安       | 1779     | 安森縣                                           | 查爾斯·倫諾克斯，第三代里奇蒙公爵 （1735–1806），一名強烈支持十三殖民地從大不列顛王國獨立的貴族                                                                 | 46,611          | 480平方英里 （1,243平方公里）   | 標示出里奇蒙縣位置的地圖       |
| 羅伯遜縣       | 155      | 蘭伯頓       | 1787     | 布拉登縣                                         | 湯瑪斯·羅伯遜，美國獨立戰爭將領 | 135,517         | 951平方英里 （2,463平方公里）   | 標示出羅伯遜縣位置的地圖       |
| 羅京安縣       | 157      | 溫特渥       | 1785     | 吉爾福德縣                                       | 查爾斯·沃森-文特沃斯，第二代羅金漢侯爵 （1730－1782），一名大不列顛王國政治家，曾兩度出任英国首相                                                               | 93,329          | 572平方英里 （1,481平方公里）   | 標示出羅京安縣位置的地圖       |
| 羅恩縣         | 159      | 索利茲伯里   | 1753     | 安森縣                                           | 馬修·羅恩 （逝於1769年），英國政治家，在納撒尼爾·賴斯去世後接任卡羅萊納省總督                                                                                   | 138,019         | 524平方英里 （1,357平方公里）   | 標示出羅恩縣位置的地圖         |
| 拉瑟福縣       | 161      | 拉瑟福頓     | 1779     | 已消失的特賴恩縣                                 | 格里菲斯·拉瑟福 （約1721－1805），美國獨立戰爭將領及北卡罗来纳州政治領袖                                                                                        | 67,538          | 566平方英里 （1,466平方公里）   | 標示出拉瑟福縣位置的地圖       |
| 桑普森縣       | 163      | 柯林頓       | 1784     | 杜普林縣                                         | 約翰·桑普森，約西亞·馬丁的內閣成員之一 | 63,734          | 947平方英里 （2,453平方公里）   | 標示出桑普森縣位置的地圖       |
| 蘇格蘭縣       | 165      | 勞林堡       | 1899     | 里奇蒙縣                                         | 蘇格蘭，聯合王國的其中一員 | 35,861          | 321平方英里 （831平方公里）     | 標示出蘇格蘭縣位置的地圖       |
| 斯坦利縣       | 167      | 阿爾伯馬爾   | 1841     | 蒙哥馬利縣                                       | 約翰·斯坦利 （1774－1834），美國眾議院議員及北卡羅來納州眾議院議長 （1825－1827）                                                                               | 60,636          | 404平方英里 （1,046平方公里）   | 標示出斯坦利縣位置的地圖       |
| 斯托克斯縣     | 169      | 丹伯里       | 1789     | 薩里縣                                           | 約翰·斯托克斯 （1756–1790），一位美國革命時期的士兵，於沃克斯華戰役中陣亡                                                                                       | 47,242          | 456平方英里 （1,181平方公里）   | 標示出斯托克斯縣位置的地圖     |
| 薩里縣         | 171      | 多布森       | 1771     | 羅恩縣                                           | 英格蘭的薩里郡，英國重要官員威廉·特賴恩的出生地 | 73,714          | 538平方英里 （1,393平方公里）   | 標示出薩里縣位置的地圖         |
| 斯溫縣         | 173      | 布賴森城     | 1871     | 傑克遜縣和梅肯縣                                 | 大衛·勞里·斯溫 （1801－1868），北卡罗来纳大学教堂山分校校長及第二十六任北卡羅萊納州州長 （1832－1835）                                                          | 14,043          | 541平方英里 （1,401平方公里）   | 標示出斯溫縣位置的地圖         |
| 特蘭西瓦尼亞縣 | 175      | 布里瓦德     | 1861     | 亨德森縣和傑克遜縣                               | 在拉丁語中，「trans」指「橫跨」，而「sylva」指「木頭」 | 32,820          | 381平方英里 （987平方公里）     | 標示出特蘭西瓦尼亞縣位置的地圖 |
| 蒂勒爾縣       | 177      | 哥倫比亞     | 1729     | 喬萬縣、柯里塔克縣和帕斯闊坦克縣                 | 約翰·蒂勒爾，一名曾成為北卡羅萊納殖民地貴族領主的貴族 | 4,364           | 600平方英里 （1,554平方公里）   | 標示出蒂勒爾縣位置的地圖       |
| 猶尼昂縣       | 179      | 門羅         | 1842     | 安森縣和梅克倫堡縣                               | 在為此縣命名時，由於輝格黨和民主黨分別主張把此縣命名為克萊縣和傑克遜縣，為了調解雙方的爭執，因而命名為猶尼昂縣                                                  | 205,463         | 640平方英里 （1,658平方公里）   | 標示出猶尼昂縣位置的地圖       |
| 萬斯縣         | 181      | 亨德森       | 1881     | 富蘭克林縣、格蘭維爾縣和沃倫縣                   | 澤布倫·貝爾德·萬斯 （1830－1894），南北战争時期的美利堅聯盟國將領、第三十七及四十三任北卡羅萊納州州長 （1862－1865、1877－1879）及美國參議院議員 （1879－1894） | 45,307          | 270平方英里 （699平方公里）     | 標示出萬斯縣位置的地圖         |
| 韋克縣         | 183      | 羅利         | 1771     | 坎伯蘭縣、約翰斯頓縣和奧蘭治縣                   | 瑪格麗特·韋克，大不列顛王國十三殖民地總督威廉·特賴恩的妻子 | 929,780         | 857平方英里 （2,220平方公里）   | 標示出韋克縣位置的地圖         |
| 沃倫縣         | 185      | 沃倫頓       | 1779     | 已消失的比特縣                                   | 約瑟·瓦倫 （1741－1775），一名愛國者及二等兵自願者，在邦克山戰役中陣亡                                                                                          | 20,861          | 444平方英里 （1,150平方公里）   | 標示出沃倫縣位置的地圖         |
| 華盛頓縣       | 187      | 普利茅斯     | 1799     | 蒂勒爾縣                                         | 乔治·华盛顿 （1732－1799），美国第一任总统 （1789－1797） | 12,973          | 424平方英里 （1,098平方公里）   | 標示出華盛頓縣位置的地圖       |
| 沃托加縣       | 189      | 布恩         | 1849     | 阿什縣、考德威爾縣、威爾克斯和揚西縣             | The 沃托加河，北卡羅萊納州及田納西州的主要河流，而該河流的名稱來自「美麗的水」的印第安語                                                                        | 51,333          | 313平方英里 （811平方公里）     | 標示出沃托加縣位置的地圖       |
| 韋恩縣         | 191      | 戈爾茲伯勒   | 1779     | 已消失的多布斯縣                                 | 安東尼·韋恩 （1745－1796），美國獨立戰爭上將 | 123,697         | 557平方英里 （1,443平方公里）   | 標示出韋恩縣位置的地圖         |
| 威爾克斯縣     | 193      | 威爾克斯伯勒 | 1777     | 薩里縣                                           | 約翰·威爾克斯 （1725－1797），一名英國激進主義者，撰稿人及政治家                                                                                                | 68,984          | 760平方英里 （1,968平方公里）   | 標示出威爾克斯縣位置的地圖     |
| 威爾遜縣       | 195      | 威爾遜       | 1855     | 厄齊康縣、約翰斯頓縣、納什縣和韋恩縣             | 路易斯·D·威爾遜，來自厄齊康縣的北卡羅萊納州立法委員會成員，在美墨戰爭期間於韋拉克魯斯病逝                                                                       | 81,452          | 374平方英里 （969平方公里）     | 標示出威爾遜縣位置的地圖       |
| 亞德金縣       | 197      | 亞德金維爾   | 1850     | 薩里縣                                           | 亞德金河，北卡羅萊納州的主要河流 | 38,279          | 337平方英里 （873平方公里）     | 標示出亞德金縣位置的地圖       |
| 揚西縣         | 199      | 伯恩斯維爾   | 1833     | 班康縣和伯克縣                                   | 巴特利特·揚西 （1785－1828），美國眾議院議員、北卡羅來納州參議院臨時總統，及主張成立北卡羅萊納州公眾學校的先驅                                                  | 17,701          | 313平方英里 （811平方公里）     | 標示出揚西縣位置的地圖         |

## 曾有过的县
| 县名         | 成立年份 | 废除年份 | 废除原因                                           |
| ------------ | -------- | -------- | -------------------------------------------------- |
| 阿尔伯马尔县 | 1664     | 1689     | 分割成乔万县、柯里塔克县、帕斯阔坦克县和珀奎曼斯县 |
| 巴斯县       | 1696     | 1739     | 分割成博福特县、克雷文县和海德县                   |
| 比特县       | 1764     | 1779     | 分割成富兰克林县和沃伦县                           |
| 多布斯县     | 1758     | 1791     | 分割成格林县、勒诺县和韦恩县                       |
| 特赖恩县     | 1768     | 1779     | 分割成林肯县和拉瑟福县                             |